# مانينهو
مانينهو (30 مارس 1991 - ) هو لاعب كرة قدم موزمبيقي في مركز الهجوم. شارك مع منتخب موزمبيق لكرة القدم. أما مع النوادي، فقد لعب مع ليغا موكولمانا مابوتو ونادي فيروفياريو دا بيرا.

## وصلات خارجية
- مانينهو على موقع الاتحاد الدولي (مؤرشف)  (الإنجليزية)
- مانينهو على موقع قاعدة بيانات كرة القدم.إي يو (الإنجليزية)
- مانينهو على موقع ناشيونال فوتبول تيمز (الإنجليزية)